# Bell 309 KingCobra
Bell Model 309 KingCobra je bil eksperimentalni jurišni helikopter, ki ga je razvijal ameriški Bell Helicopter na podlagi AH-1 Cobre. Bell je razvijal dve verziji: enomotorno z enim 2000 konjskim turbogrednim motorjem Lycoming T55-L-7C, druga verzija pa je imela P&WC T400-CP-400 Twin Pac - v bistvu dva PT-6 motorja združena v enega. KingCobra ni dobila naročil, prav tako ni dobil naročil Bell YAH-63, ki je bil razvit na podlagi KingCobre.

## Specifikacije (Bell 309)
Podatki iz Verier 1990, pp. 103, 184-185.
Splošne značilnosti
- Posadka: 2: pilot in orožnik
- Dolžina: 59 ft 3 in (18,06 m)
- Višina: 15 ft 4 in (4,67 m)
- Teža praznega letala: 8.926 lb (4.049 kg)
- Maks. vzletna teža: 15.000 lb (6.804 kg)
- Pogon letala: 1 × Lycoming T55-L-7C turbogredni motor, 2.000 shp (1.500 kW)   Opcija 1x Pratt & Whitney Canada T400-CP-400 (PT6T-3 Twin Pac), 1.800 shp (1.300 kW)
- Premer glavnega rotorja:    48 ft (15 m)

Zmogljivost
- Maks. hitrost: 183 mph; 294 km/h (159 kn)
- Neprekoračljiva hitrost: 230 mph; 370 km/h (200 kn)

Oborožitev

- Strelno orožje: M197 3-cevni 20 mm Gatling top
- Rakete: Mk 4/Mk 40 Folding-Fin Aerial Rocket 2.75 in (70 mm)
- Izstrelki: 4-8 protioklepnih raket BGM-71 TOW